# Colección Patricia Phelps de Cisneros
La Colección Patricia Phelps de Cisneros (CPPC) es una organización privada de arte latinoamericano con sede en Venezuela y Nueva York fundada por Patricia Phelps de Cisneros y Gustavo Cisneros.

## Historia
En la década de 1970, Patricia Phelps de Cisneros emprendió viajes por Latinoamérica junto con su esposo, Gustavo Cisneros, durante los cuales dedicó tiempo a visitar estudios de artistas y a ver arte en galerías y museos locales. Fue así que comenzó a adquirir y coleccionar obras activamente, principalmente obras indígenas durante sus expediciones frecuentes por el Río Orinoco en la Cuenca del Amazonas, en Venezuela.
A medida que su colección crecía, Cisneros se dio cuenta de que el arte latinoamericano estaba subrepresentado en la comunidad artística internacional, por lo que estableció la Colección Patricia Phelps de Cisneros (CPPC) en la década de 1990, con el objetivo de aportar visibilidad e impacto a la forma en que la historia del arte de Latinoamérica era vista y apreciada. Este esfuerzo ha incluido un enfoque de cuatro vías: un ambicioso programa de préstamo de obras de arte en todo el mundo; el trabajo con profesores e investigadores para aprender y generar conocimiento sobre los artistas y sus obras; la creación de un programa de publicaciones para proporcionar información de apoyo sobre la artistas y su trabajo; y la construcción de un foro en línea alrededor de las obra de arte.

## La Colección
La CPPC es reconocida por su colección de abstracción geométrica modernista de América Latina, pero incluye también obras de paisajes latinoamericanos por artistas viajeros a América Latina en los siglos XVII al XIX, mobiliario y arte de la época colonial de América Latina; arte contemporáneo de América Latina y la Colección Río Orinoco, un importante grupo de arte y artefactos de los pueblos indígenas de la región amazónica de Venezuela. La misión de la Colección Patricia Phelps de Cisneros es mejorar la apreciación de la diversidad, sofisticación y variedad del arte de América Latina.
Poco a poco, Cisneros empezó a adquirir obras de arte abstractas geométricas que habían sido poco apreciadas y, gradualmente, se convirtió en una celebración significativa del arte abstracto latinoamericano del siglo XX. Cisneros ha aparecido en las listas de los más importantes coleccionistas cada año desde 1998. Cisneros ha prestado sus colecciones para exposiciones e instituciones internacionales desde 1999.
Cisneros acredita su entendimiento de la importancia del papel del coleccionista como custodio a su bisabuelo, William H. Phelps Sr., quien catalogó meticulosamente su colección ornitológica, y el desarrollo de su estética al haber crecido en la sociedad modernista de Caracas en los años 50 y 60.
La colección está organizada en cinco categorías que son sus áreas de investigación: Arte Moderno, Arte Contemporáneo, Arte Colonial, la Colección Orinoco (una colección etnográfica que recoge la producción cultural de 12 grupos indígenas de la cuenca del Río Orinoco) y artistas viajeros en América Latina.

### Arte Moderno
La colección de arte moderno está compuesta por obras de artistas latinoamericanos activos durante el siglo XX. Se centra en los artistas que trabajan en los movimientos de abstracción geométrica del arte moderno en Argentina, Brasil, Uruguay y Venezuela, con un enfoque adicional en los artistas en Europa y Estados Unidos que tienen una conexión con la historia del arte latinoamericano.
La Invención Concreta es un micro-sitio, una publicación y una exposición que tuvo lugar en el Museo Reina Sofía, en Madrid, España, en el 2013 que reflejó el crecimiento de los movimientos de abstracción geométrica en Suramérica desde la década de 1930 hasta finales de la de 1970.

### Arte Contemporáneo
Esta colección está compuesta por artistas contemporáneos de América Latina y de otras regiones. Además de las obras, la colección ofrece apoyo a residencias de artistas y el financiamiento de subvenciones. La colección participa activamente en programación con fines educativos.

### Arte Colonial
Esta colección se centra en arte colonial y mobiliario, y se compone de pintura, mobiliario y objetos religiosos hechos en Venezuela durante la época colonial que comenzó en 1717 y continuó a lo largo de los períodos hispano y republicano, hasta mediados del siglo XIX. La colección continua hasta el periodo de independencia del país y refleja la historia del desarrollo temprano de Venezuela como nación.

### Colección Orinoco
La colección del Orinoco es una colección etnografía que recorre la cultura material de 12 grupos indígenas de la cuenca venezolana del Río Orinoco (también conocida como Amazonas) a través de la colección de objetos etnográficos y documentos de las siguientes zonas:
- Baniva
- Baré
- De'áruwa (Piaroas)
- E'ñepa (Panare)
- Híwi (Guahibo)
- Hoti
- Puinave
- Wakuénai (Curripaco)
- Warekena
- Tsase (Píapoco)
- Yanomami
- Ye'kuana

La colección comenzó en la década de 1970 durante unas vacaciones familiars por la región del Orinoco, cuando se dio cuenta de que los objetos estaban desapareciendo rápidamente.

### Artistas viajeros a América Latina
La colección de artistas viajeros a América Latina incluye pintura del paisaje creado por artistas durante el periodo que comenzó en 1638 hasta finales del siglo XIX. Esta colección refleja el desarrollo del arte paisajístico de América Latina, empezando con Frans Post a su llegada a Brasil desde Ámsterdam en 1637. La colección traza la tendencia de los artistas europeos y americanos viajando a la región, un flujo que llevó al desarrollo de varias escuelas nacionales de pintura. Incluye una colección de paisajes de las Américas que se compone de dibujos, pinturas, fotografías, grabados y acuarelas de esta época de cambio político activo, y refleja el intercambio cultural entre América Latina y España y Portugal.

## Asociaciones
Cisneros y la Colección Patricia Phelps de Cisneros han establecido relaciones a largo plazo con diversas instituciones culturales a nivel mundial. Entre ellas se encuentran Tate Modern, Museo Nacional Centro de Arte Reina Sofía, entre muchos otros.
En 2010 se estableció la Cátedra Patricia Phelps de Cisneros en Arte Latinoamericano en Hunter College, con una donación de $1 millón.
Cisneros ha mantenido una larga relación con el Museo de Arte Moderno de Nueva York. La donación de 102 obras de arte latinoamericano moderno y contemporáneo de los años 40 a los 90 a este museo, así como el que establecimiento del Instituto de Investigación Patricia Phelps de Cisneros para el Estudio del Arte de América Latina, se suman a una donación anterior de más de 40 otras obras. La donación está pensada para transformar e impactar cómo el arte latinoamericano es valorado y reconocido globalmente. El regalo incluye obras de Lygia Clark, Lygia Pape, Jesús Rafael Soto, Alejandro Otero, y Tomás Maldonado. Destacan las obras de Willys de Castro, Hélio Oiticica, Juan Mele, Mira Schendel y Gego.
Se proyecta que el Instituto de Investigación Patricia Phelps de Cisneros para el Estudio del Arte de América Latina inaugure como una nueva ala en MoMA en 2019.

## Algunos artistas en la Colección
- Alejandro Otero
- Gego
- Hélio Oiticica
- Jesús Rafael Soto
- Juan Mele
- Lygia Clark
- Lygia Pape
- Mira Schendel
- Tomás Maldonado
- Willys de Castro

## Selección de exhibiciones
Desde 1999, la CPPC ha hecho préstamos y curado más de 60 exposiciones de arte latinoamericano a nivel global.
- 2001: "Geometric Abstraction: Latin American Art from the Patricia Phelps de Cisneros Collection." Fogg Museum of Art, Harvard University, Cambridge, Massachusetts (3 de marzo-4 de noviembre de 2001)
- 2006: "The Rhythm of Color: Alejandro Otero and Willys de Castro – Two Modern Masters in the Colección Patricia Phelps de Cisneros." Aspen Institute, Aspen, Colorado (29 de junio-1 de noviembre de 2006)
- 2007: "The Geometry of Hope: Latin American Art from the Patricia Phelps de Cisneros Collection." Blanton Museum of Art at the University of Texas at Austin (20 de febrero-22 de abril de 2007) and Grey Art Gallery at New York University (13 de septiembre-8 de diciembre de 2007)[22]
- 2010: "Desenhar no espaço (Fundação Iberê Camargo): Artistas abstratos do Brasil e da Venezuela na Coleção Patricia Phelps de Cisneros." Fundação Iberê Camargo, Porto Alegre, Brasil (29 de julio-31 de octubre de 2010)
- 2010–2011: "Desenhar no espaço (Pinacoteca do Estado de São Paulo): Artistas abstratos do Brasil e da Venezuela na Coleção Patricia Phelps de Cisneros." Pinacoteca do Estado de São Paulo, São Paulo, Brasil (27 de noviembre de 2010-6 de febrero de 2011)
- 2013: "La Invención Concreta: Colección Patricia Phelps de Cisneros." Museo Nacional Centro de Arte Reina Sofía, Madrid, Spain (23 de enero-16 de septiembre de 2013)[23]
- 2014: "Radical Geometry: Modern Art of South America from the Patricia Phelps de Cisneros Collection." Royal Academy of Arts, London, England (5 de julio-28 de septiembre de 2014)[24][25][26]
- 2015–2016: "Boundless Reality: Traveler Artists' Landscapes of Latin America from the Patricia Phelps de Cisneros Collection." Hunter College and the Americas Society, New York, New York (30 de octubre de 2015-23 de enero de 2016)[27]
- 2017: "Vistas del sur: Traveler Artists' Landscapes of Latin America from the Patricia Phelps de Cisneros Collection." New Britain Museum of American Art, New Britain, Connecticut (20 de enero-16 de abril de 2017)
- 2017: "Overlook: Teresita Fernández Confronts Frederic Church at Olana." Olana State Historic Site, Columbia County, New York (14 de mayo-5 de noviembre de 2017)
- 2017–2018: "Making Art Concrete: Works from Argentina and Brazil in the Colección Patricia Phelps de Cisneros." Getty Center, Los Angeles, California (29 de agosto de 2017-11 de febrero de 2018)[28]

## Selección de publicaciones
- Jiménez, Ariel; Herkenhoff, Paulo (2010). Desenhar no Espaço: Artistas Abstratos do Brasil e da Venezuela na Coleção Patricia Phelps de Cisneros (Exhibition catalog) (en pt, en, es). Porto Alegre, Brazil: Fundação Iberê Camargo. ISBN 978-85-89680-16-5. OCLC 722764644. Archivado desde el original el 2 de abril de 2016. Consultado el 6 de agosto de 2017. Q29032462 – Catalog of an exhibition held at Fundação Iberê Camargo, Porto Alegre, Brasil, July 29-Oct. 31, 2010 and at Pinacoteca do Estado de São Paulo, São Paulo, Brasil, Nov. 27, 2010-Jan. 30, 2011
- Suárez, Osbel (exhibition concept and guest curator); García, María Amalia; Agnew, Michael (translations) (2011).  Witschey, Erica; Fundación Juan March, eds. Cold America: Geometric Abstraction in Latin América (1934–1973) (Exhibition catalog) (en inglés). Madrid: Fundación Juan March. ISBN 978-84-7075-588-0. OCLC 707460289. Q29043205 – Exhibition catalog of Cold America, Geometric Abstraction in Latin America (1934–1973), Fundación Juan March, Madrid, 11 de febrero-15 de mayo de 2011
  - Torres-García, Joaquín (2011). «Vouloir construire / The Will to Construct» (Exhibition catalog). Cold America: Geometric Abstraction in Latin América (1934–1973): This catalogue and its Spanish edition are published on the occasion of the exhibition (en inglés). Madrid: Fundación Juan March. pp. 406-407. ISBN 978-84-7075-588-0. OCLC 707460289. Q29043205
- Pérez-Barreiro, Gabriel; Borja-Villel, Manuel (2013). Concrete Invention: Colección Patricia Phelps De Cisneros : Reflections on Geometric Abstraction from Latin America and Its Legacy (Exhibition catalog) (en inglés). Madrid: Museo Nacional Centro de Arte Reina Sofía/Turner. ISBN 978-8-415-42797-1. OCLC 828897697. Q29344751 – Published on the occasion of an exhibition of the same name held at Museo Nacional Centro de Arte Reina Sofía, Madrid, Spain, 22 de enero-16 de septiembre de 2013
- Pérez-Barreiro, Gabriel; Borja-Villel, Manuel J. (2013). La invención concreta: Colección Patricia Phelps de Cisneros: Reflexiones en torno a la abstracción géometrica latinoamercana y sus legados. Madrid: Turner. ISBN 978-8-415-42796-4. OCLC 984797807. Q38131670 – Obra publicada con motivo de la exposición homónima celebrada en el Museo Reina Sofía del 22 de enero al 16 de septiembre de 2013
- Delgado, Lelia; Ortega Mendoza, Andrés; Brewer-Carías, Charles; Cobo Gradín, Fernando; de Arce Andratschke, Alejandro (2013). Orinoco. Viaxe a un mundo perdido. Unha Colección da Fundación Cisneros (en es, en, gl). Santiago de Compostela: Fundación Cidade da Cultura de Galicia. ISBN 978-8-445-35083-6. OCLC 878067166. Q38132248 – Catalogue qui accompagne une exposition de la "Fundación Cisneros Orinoco Collection", tenu au "Museo Centro Gaiás" dans la "Cidade da Cultura de Galicia."
- Aste, Richard; Rivas Pérez, Jorge F.; Stratton-Pruitt, Suzanne L.; Brown, Michael A.; Bagneris, Mia L. (2013).  Aste, Richard, ed. Behind Closed Doors: Art in the Spanish American Home, 1492-1898 (en inglés). Brooklyn, NY: Brooklyn Museum. ISBN 978-0-872-73172-1. OCLC 825046947. Q38133391 – Published in conjunction with an exhibition organized by and held at the Brooklyn Museum, Sept. 20, 2013-Jan. 12, 2014. Also held at the Albuquerque Museum of Art and History, 16 de febrero-18 de mayo de 2014, New Orleans Museum of Art, Jun. 20-Sept. 21, 2014, and the John and Mable Ringling Museum of Art, Oct. 17, 2014-Jan. 11, 2015
- Gullar, Ferreira; Guyer, Leland (translations by); Itamar Harrison, Marguerite (2013). An Ordinary Man (eBook) (en pt, en). Caracas/New York: Colección Patricia Phelps de Cisneros. ISBN 978-0-988-20559-8. Q38134014
- Pérez-Barreiro, Gabriel (exhibition curator); Locke, Adrian (exhibition curator); Lea, Sarah (exhibition curator); García, María Amalia; Whitelegg, Isobel (2014). Radical Geometry: Modern Art of South America from the Patricia Phelps de Cisneros Collection (en inglés). London: Royal Academy of Arts. ISBN 978-1-907-53369-3. OCLC 889949567. Q37749176
- Diener, Pablo (text by); Pérez-Oramas, Luis (text by); Romero, Rafael (text by) (2015).  Manthorne, Katherine, ed. Traveler Artists: Landscapes of Latin America from the Patricia Phelps De Cisneros Collection (en en, es). New York: Colección Patricia Phelps de Cisneros. ISBN 978-0-982-35441-4. OCLC 907811565. Q37750853
- Gottschaller, Pia; Le Blanc, Aleca (2017).  Gottschaller, Pia; Le Blanc, Aleca; Gilbert, Zanna; Learner, Tom; Perchuk, Andrew, eds. Making Art Concrete: Works from Argentina and Brazil in the Colección Patricia Phelps de Cisneros (Exhibition catalog) (en inglés). Los Angeles: Getty Conservation Institute and Getty Research Institute / Getty Publications. ISBN 978-1-606-06529-7. OCLC 982373712. Q36789877